# Rosa Filipa Duchesne
Rosa Filipa Duchesne (Grenoble, 29 de agosto de 1769 — Saint Charles, Missouri, 18 de novembro de 1852) foi uma religiosa da Igreja Católica que, juntamente com Madeleine-Sophie Barat, fundou a Sociedade do Sagrado Coração de Jesus.

## Biografia
Filha de Pierre-François Duchesne, um eminente jurista, sua mãe foi uma Perier, ancestral de Jean Casimir-Perier, Presidente da República Francesa em 1894. Ela foi educada pelas irmãs da visitação e em seguida entrou para essa ordem. Vendo a dispersão desta por ocasião do Terror durante a Revolução Francesa, ela tenta fervorosamente restabelecer o convento de Sainte-Marie-d'en-Haut, perto de Grenoble, e finalmente, em 1804, ela aceita a oferta da Madre Barat de acolher sua comunidade junto a Sociedade do Sagrado Coração de Jesus. 
Desde sua infância seu sonho foi o apostolado de almas: de pagãos de regiões distantes a negligenciados e pobres que a cercavam. Natureza e graça divina se conjugaram para forjar sua vocação; a educação, mas, acima de tudo, o exemplo da Madre Barat a levaram a se tornar uma pioneira de sua ordem no Novo Mundo. Em 1818, a Madre Duchesne parte com quatro companheiros para as missões da América. O Bispo Dubourg a acolhe em Nova Orleans, antes que ela embarque no Rio Mississippi em direção a Saint-Louis, onde ela finalmente instalará sua pequena colônia em Saint-Charles.